# Fonuafo'ou
Il Fonuafo'ou è un vulcano sottomarino delle Tonga. Amministrativamente appartiene alla divisione di Haʻapai.

## Storia
Fu avvistato per la prima volta dall'equipaggio della nave britannica HMS Falcon nel 1867, mentre era ancora una barriera corallina. L'11 ottobre 1885, il vulcano eruttò e sputò tonnellate di lava fusa, l'eruzione creò un'isola, che fu chiamata isola Falcon dagli inglesi.
Diverse eruzioni si verificarono nel 1894, 1921, 1927, 1928, 1933 e 1936, consolidando l'isola ed espandendone la superficie, arrivando a 6 km di diametro e 145 metri di altezza nel 1949.
Nel 1949, un'altra eruzione causò l'esplosione e il crollo dell'isola, che scomparve sott'acqua. Nuove eruzioni furono registrate nel 1970 e nel 1993. Il vulcano di Fonuafo'ou si trova attualmente a -17 metri sott'acqua.